# Tata Indica
Treść tego artykułu może nie być zgodna z zasadami neutralnego punktu widzenia.
 Po wyeliminowaniu niedoskonałości należy usunąć szablon [[Szablon:Dopracować|]] z tego artykułu.
Tata Indica – samochód osobowy segmentu B, produkowany przez koncern Tata Motors. Pierwsza wersja oznaczona jako V1 produkowana była w latach 1997-2007. W 2007 roku samochód przeszedł facelifting (wersja oznaczana jako V2).

## Opis modelu
Tata Indica jest pierwszym w historii całkowicie indyjskim samochodem. 
We wrześniu 2008 firma Marubeni Motors rozpoczęła import tego modelu i trzech innych do Polski. 
Auto oferowane było w 2 wersjach wyposażenia: GLS i GLX. Nawet najtańsza wersja posiadała bogate wyposażenie dodatkowe, takie jak: poduszkę powietrzną kierowcy, wspomaganie kierownicy, manualna klimatyzację, centralny zamek, szyby przednie i tylne sterowane elektrycznie, immobilizer czy lampy przeciwmgielne.
Zawieszenie przednie oparte jest na kolumnach McPhersona, z tyłu zastosowano belkę skrętną. Dzięki miękkiemu zestrojeniu komfort resorowania jest bardzo porządny, a auto jest zwinne i bardzo poręczne. 
W 2007 roku zaprezentowano następcę modelu Indica V1/V2 – Tata Indica Vista. Jego sprzedaż rozpoczęła się w Indiach w 2008 roku, w sierpniu 2010 firma Marubeni Motors rozpoczęła sprzedaż tego modelu w Polsce.

## Silniki
| Parametry                                    | 1.4 MPI                        | 1.4 DICOR          |
| -------------------------------------------- | ------------------------------ | ------------------ |
| Liczba cylindrów                             | 4                              | 4                  |
| Paliwo                                       | Benzyna bezołowiowa LO. min 95 | Olej napędowy      |
| Pojemność skokowa                            | 1405                           | 1396               |
| Moc maksymalna (kW/KM)/(obr./min.)           | 62,5/85 przy 6000              | 52/70 przy 4000    |
| Maksymalny moment obrotowy (Nm.)/(obr./min.) | 120 przy 3500                  | 140 przy 1400-2750 |
| Prędkość maksymalna (km/h)                   | 160                            | 155                |
| Zużycie paliwa w cyklu mieszanym             | 6,4                            | 5,2                |
| Emisja CO² (g./km.)                          | 153                            | 138                |
| Norma emisji CO²                             | Euro IV                        | Euro IV            |

## Elektryczna Indica Vista
W 2011r. do sprzedaży w Wielkiej Brytanii wejdzie całkowicie elektryczna wersja samochodu Tata Indica Vista. Auto będzie mogło na jednym ładowaniu przejechać około 160 km (maksymalnie 200 km).

## Galeria

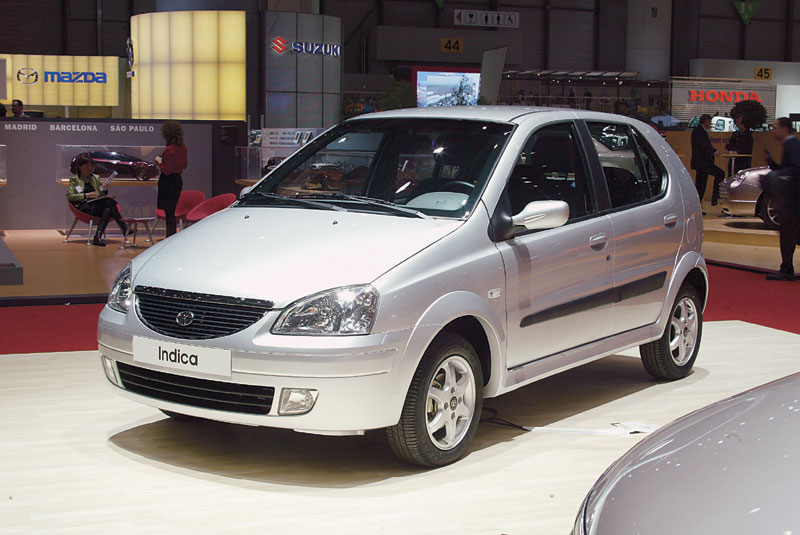
Tata Indica
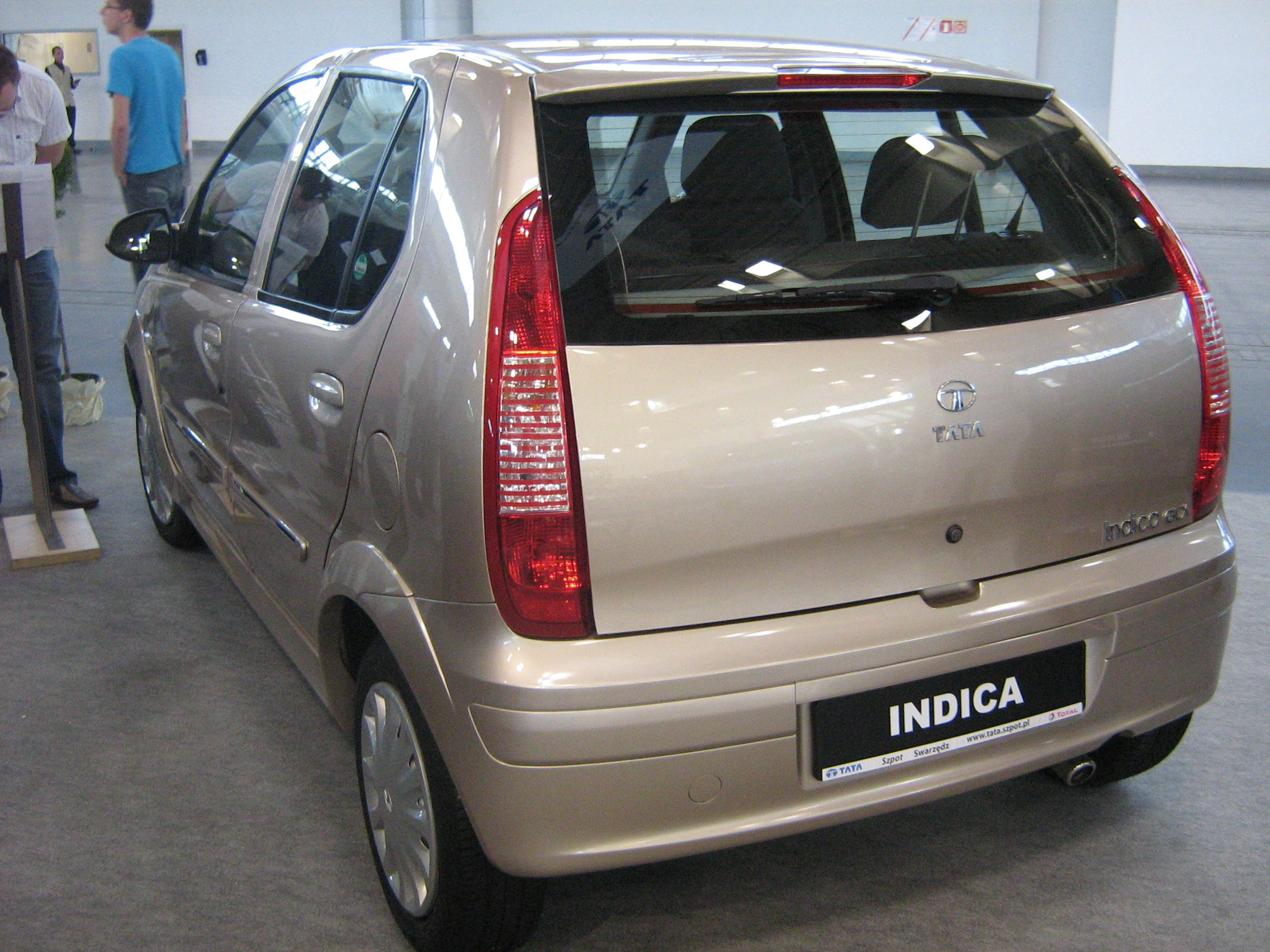
Tata Indica V2 - tył pojazdu
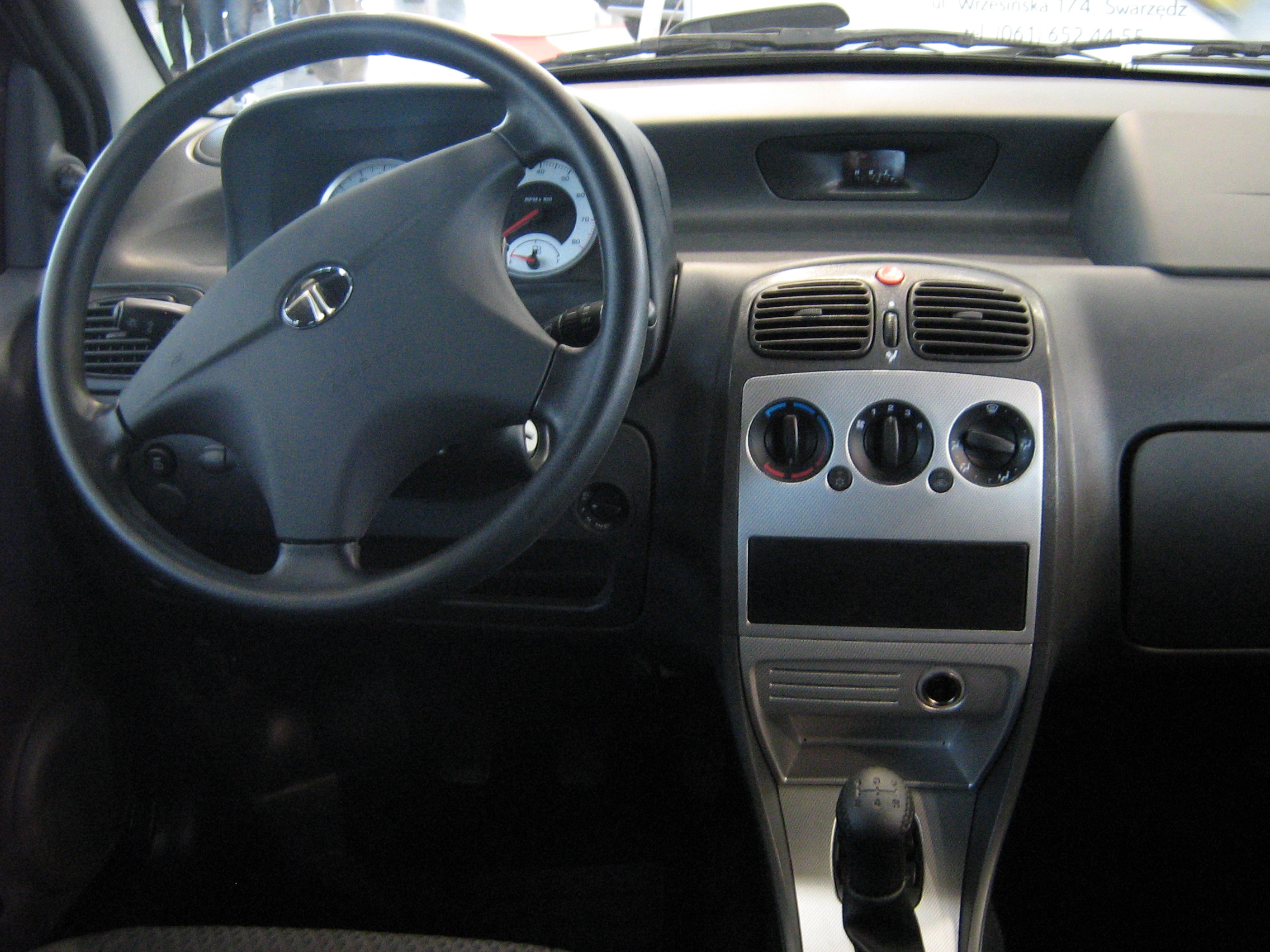
Tata Indica V2 - deska rozdzielcza